# رجل يكتب رسالة (لوحة)
رجل يكتب رسالة (بالإنجليزية: Man Writing a Letter) هي لوحة زيتية للفنان الهولندي غابرييل ميتسو، رُسمت حوالي عام 1664–1666. تعتبر هذه اللوحة من أبرز أعمال ميتسو وتُعرض حاليًا في المعرض الوطني لأيرلندا في دبلن.

## وصف اللوحة
تُظهر اللوحة رجلاً أنيقًا جالسًا وهو يكتب رسالة، ويُعتقد أنها كانت جزءًا من زوج من اللوحات، حيث تكملها لوحة أخرى بعنوان امرأة تقرأ رسالة. يعكس العمل الحياة اليومية في العصر الذهبي الهولندي ويُبرز اهتمام الفنان بالتفاصيل الدقيقة وجودة النسيج والألوان.

## التاريخ
كانت اللوحة جزءًا من مجموعات خاصة مختلفة على مر القرون، واستحوذ عليها المعرض الوطني لأيرلندا في القرن العشرين. يشتهر غابرييل ميتسو بأسلوبه الذي يجمع بين التأثيرات الهولندية التقليدية واللمسات الشخصية التي تظهر في مواضيع الحياة اليومية.